# محمد كريم كندي
محمد كريم‌ كندي هي قرية في مقاطعة شوط‌، إيران. يقدر عدد سكانها بـ 175 نسمة بحسب إحصاء 2016.